# 國保陽平
國保 陽平（こくぼ ようへい、1987年3月14日 - ）は、岩手県盛岡市出身の元プロ野球選手（外野手）。右投右打。元・岩手県立大船渡高等学校野球部監督。現在は盛岡白百合学園高等学校教諭、2026年度から同校が男女共学となる男子硬式野球部監督(現在は、準備期間中)。

## 経歴
岩手県立盛岡第一高校、筑波大学体育専門学群を卒業。大学時代の同級生に坪井俊樹がいる。
社会人クラブチーム「Tsukuba Club」を経て、2010年にアリゾナサマーリーグに参加。同年、アメリカ独立リーグのゴールデンベースボールリーグに所属するティフアナ・シマロンズと契約。25試合に出場し、打率.254（59打数15安打）、2本塁打、7打点の成績を残すも、同年限りで退団。
帰国後に体育教師として岩手県立花巻農業高校に赴任。野球部監督となる。
2017年4月より岩手県立大船渡高校に異動し、野球部監督に就任。
2019年7月、大船渡高校が全国高校野球選手権岩手大会決勝戦まで駒を進めるが、花巻東高校に敗れ準優勝。この試合でエースの佐々木朗希の登板を見送ったことが賛否両論を巻き起こし、社会的に大きな関心を集めた。
2021年の夏の大会を以って監督を退任。一度は同部から離れたが、2022年度も大船渡高校で教師を続けることから副部長として同部に復帰。同年度中に部長に昇格している。
2023年4月より母校である岩手県立盛岡第一高校に異動し、野球部副部長に就任。
2026年度より、元々は女子校である盛岡白百合学園中学校・高等学校が男女共学となるのに伴い、男子硬式野球部が創部されることとなり、同部の監督に就任することが決まり、その準備等の関係で2025年3月限りで盛岡第一高校教諭(岩手県公立高校教諭)を退職。2025年4月から盛岡白百合学園中学校・高等学校に教諭として赴任した。

## エピソード

### 登板回避問題
2019年の第101回全国高校野球選手権岩手大会において、國保が指揮を執る大船渡高校はプロ注目の163キロ右腕・佐々木朗希を擁し優勝候補の一角に数えられていた。チームは順調に勝ち上がり7月25日の決勝戦に駒を進めたが、國保は佐々木の登板を見送り、花巻東高校に2-12で敗れ、あと一歩のところで35年ぶりの甲子園出場を逃した。試合後國保は「3年間で（佐々木が）一番壊れる可能性があると思った。故障を防ぐため。私が判断した」と登板回避の理由を説明したが、これに対して大船渡高校には2日間で250件の苦情が殺到し、その起用法を巡っては野球関係者や評論家の間でも賛否両論が巻き起こり、メディアでも多数取り上げられることとなった。この出来事は、その後も高校野球の投手の起用法やトーナメントでの戦術に関する議論において引き合いに出されるなど、問題に一石を投じることとなった。
2022年5月、スポーツニッポン記者・柳内遼平から「もし、あの日に戻れるなら?」と問われた際には「同じ決断を下します」と即答している。